# Нитрид галлия
Нитри́д га́ллия — бинарное неорганическое химическое соединение галлия и азота. 
Химическая формула GaN. 
При обычных условиях очень твёрдое вещество с кристаллической структурой типа вюрцита. 
Прямозонный полупроводник с широкой запрещённой зоной — 3,4 эВ (при 300 K).
Используется в качестве полупроводникового материала для изготовления оптоэлектронных приборов ультрафиолетового диапазона. С 1990 года начал широко использоваться в светодиодах, а также в мощных и высокочастотных полупроводниковых приборах. 

## Физические свойства
При нормальных условиях — бесцветный прозрачный кристалл. Кристаллизуется в структуре типа вюрцита, также возможна кристаллизация метастабильной фазы со структурой сфалерита (цинковой обманки). 
Тугоплавок и твёрд. 
В чистом виде довольно прочный. 
Обладает высокой теплопроводностью и теплоёмкостью.
Является прямозонным полупроводником с шириной запрещённой зоны 3.39 эВ при 300 K. В чистом виде может быть выращен в виде монокристаллических тонких плёнок на подложках из сапфира или карбида кремния, несмотря на то, что их постоянные решёток различны. При легировании кремнием, либо кислородом приобретает электронный тип проводимости. При легировании магнием становится полупроводником с дырочным типом проводимости. 
Но атомы кремния и магния, внедряясь в кристаллическую решётку GaN искажают её, что вызывает механическое растяжение кристаллической решётки и придаёт монокристаллам хрупкость — плёнки нитрида галлия, как правило, имеют высокую поверхностную концентрацию дислокаций (от 100 млн до 10 млрд на см2).

## Синтез
Кристаллы нитрида галлия выращивают прямым синтезом из элементов {\displaystyle {\ce {N}}} и {\displaystyle {\ce {Ga}}} при давлении 100 атм в атмосфере азота {\displaystyle {\ce {N2}}} и температуре 750 °C (повышенное давления газовой среды необходимо для осуществления реакции галлия и азота при относительно невысоких температурах; в условиях низкого давления галлий не вступает в реакцию с азотом ниже 1000 °C):
{\displaystyle {\ce {2 Ga + N2 -> 2 GaN}}}.
Порошок нитрида галлия можно также получить из химически более активных веществ:
{\displaystyle {\ce {2 Ga + 2NH3 -> 2 GaN + 3 H2 ^}}},
{\displaystyle {\ce {Ga2O3 + 2 NH3 -> 2 GaN + 3H2O}}}.
Кристаллический нитрид галлия высокого качества может быть получен при низкой температуре методом осаждения из парогазовой фазы на AlN — буферном слое. 
Получение кристаллов нитрида галлия высокого качества позволило изучить проводимость p-типа данного соединения. 

## Применение
Широко используется для создания светодиодов, полупроводниковых лазеров, сверхвысокочастотных (СВЧ) транзисторов.
Благодаря реализации p-n-перехода и легирования переходного слоя индием, удалось создать недорогие и высокоэффективные синие и УФ светодиоды, эффективно излучающие при комнатной температуре (что необходимо в том числе для лазерного излучения), это привело к коммерциализации высокопроизводительных синих светодиодов и долгосрочной жизни фиолетово-лазерных диодов, а также дало развитие устройств на основе нитридов, таких как детекторы УФ и высокоскоростных полевых транзисторов.
Создание недорогих и высокоэффективных синих светодиодов из InGaN, обладающих высокой яркостью излучения, было последним в разработке светодиодов основных цветов и это позволило создать полноцветные светодиодные экраны. Кроме того, покрытие синего светодиода люминофором, переизлучающим часть синего излучения в зелёно-красной области, позволило создать белые светодиоды, широко применяющиеся в устройствах освещения, различных фонариках, лампах и светильниках различного назначения.
Нитриды (полупроводники) третьей группы признаны одними из самых перспективных материалов для изготовления оптических приборов в видимой коротковолновой и УФ-области. 
В 1993 году были получены первые экспериментальные полевые транзисторы из нитрида галлия. Сейчас эта область активно развивается.
Сейчас нитрид галлия является перспективным материалом для создания высокочастотных, теплостойких и мощных полупроводниковых приборов.
Большая ширина запрещённой зоны означает, что работоспособность транзисторов из нитрида галлия сохраняется при более высоких температурах, по сравнению с кремниевыми транзисторами. Из-за того, что транзисторы из нитрида галлия могут сохранять работоспособность при более высоких температурах и напряжениях, чем транзисторы из арсенида галлия, этот материал становится всё более привлекательным для создания приборов, применяемых в СВЧ усилителях мощности. Важными преимуществами транзисторов на основе этого полупроводника являются быстродействие в сравнении с изделиями, созданными по другим технологиям – MOSFET и IGBT, а также возможность работы при сильном напряжении и высокая надежность.
Потенциальные рынки для высокомощных и высокочастотных приборов на основе GaN включают в себя СВЧ (радиочастотные усилители мощности) и высоковольтные коммутационные устройства для электрических сетей. 
Перспективным направлением использованием нитрида галлия является военная электроника, в частности, твердотельные приёмопередающие модули активной фазированной антенной решётки (АФАР) на основе GaN. 
В Европе лидером в разработке и применении в АФАР технологии приёмопередающих модулей (ППМ) на основе GaN является компания Airbus Defence and Space, разработавшая и предлагающая ВМС ряда стран новую корабельную РЛС TRS-4D.
Имеет повышенную устойчивость к ионизирующему излучению (также, как и другие полупроводниковые материалы — нитриды III группы), что перспективно для создания длительно работающих солнечных батарей космических аппаратов.
Нитрид галлия является одним из самых востребованных и перспективных материалов современной электроники. Развитие технологий на основе этого полупроводника имеет стратегическое значение для таких отраслей, как телекоммуникации, автомобильная промышленность, промышленная автоматика и энергетика.
По прогнозам ведущих аналитиков отрасли, среднегодовой темп роста мирового рынка силовой электроники на нитриде галлия до 2024 года составит 85 %.
В качестве подложки для нитрида галлия в полупроводниковых приборах используется сапфир, карбид кремния, а также алмаз.

## Безопасность
Нитрид галлия является нетоксичным веществом, но его пыль вызывает раздражение кожи, глаз и лёгких. 
Источниками нитрида галлия могут быть выбросы промышленных предприятий.